# San Pietro in Cerro
San Pietro in Cerro ist eine italienische Gemeinde (comune) mit 764 Einwohnern (Stand 31. Dezember 2023) in der Provinz Piacenza in der Emilia-Romagna. Die Gemeinde liegt etwa 19,5 Kilometer ostsüdöstlich von Piacenza. 
Eine Sehenswürdigkeit ist das Castello Barattieri von 1491 auf den Resten einer älteren Burg aus dem 13. Jahrhundert. 

## Verkehr
Durch die Gemeinde führt die frühere Strada Statale 462 della Val d’Arda von San Pietro in Corte nach Fiorenzuola d’Arda.

## Einzelnachweise

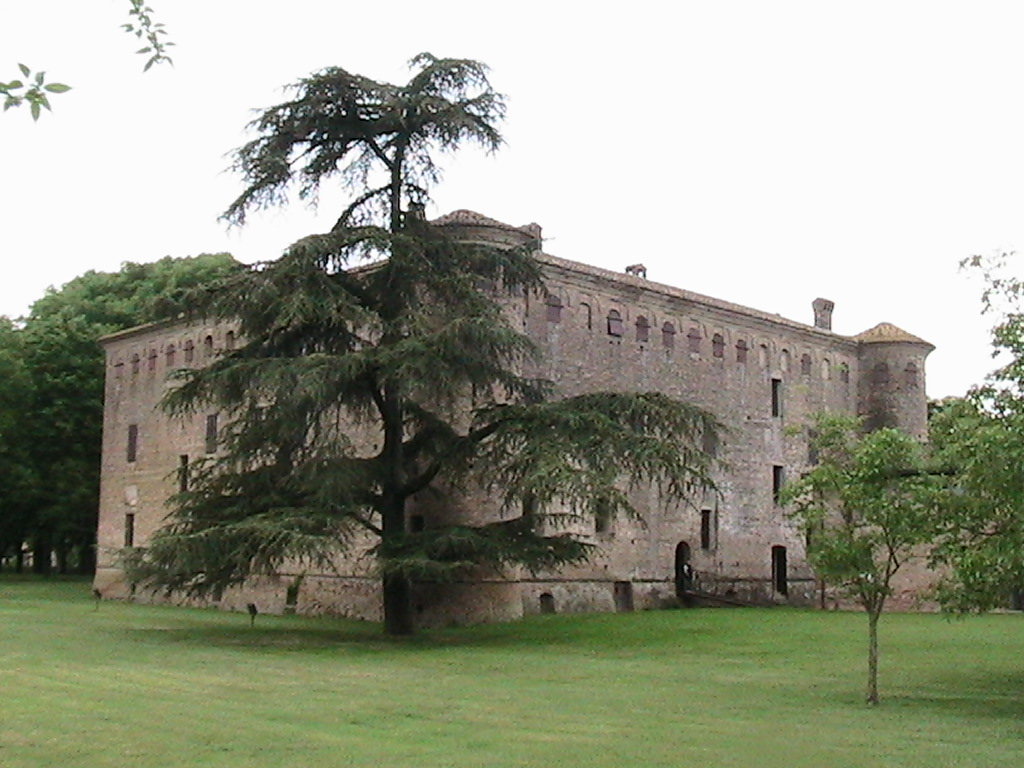
Castello Barattieri, San Pietro in Cerro